# Alpi Marittime (provincia romana)
Le Alpi marittime (in latino Alpes Maritimae) erano una provincia dell'Impero romano, una delle tre piccole province a cavallo delle Alpi, tra la Gallia e l'Italia.

## Statuto
La provincia venne dedotta con molta probabilità da Nerone nel 63 d.C. in occasione della concessione delle popolazioni ivi stanziate dello ius Latii e della contemporanea elevazione delle confinanti Alpi Cozie e provincia. Per il governo venne assegnato un procurator Augusti di rango centenario. Dopo la riforma dioclezianea, il territorio delle Alpi Marittime venne integrato con le Alpi Cozie e con parte della Gallia Narbonense. La capitale era Cemenelum (odierna Cimiez), presso la città di Nizza, in Francia; nel tardo antico la capitale divenne Eburodonum (odierna Embrun).

## Storia

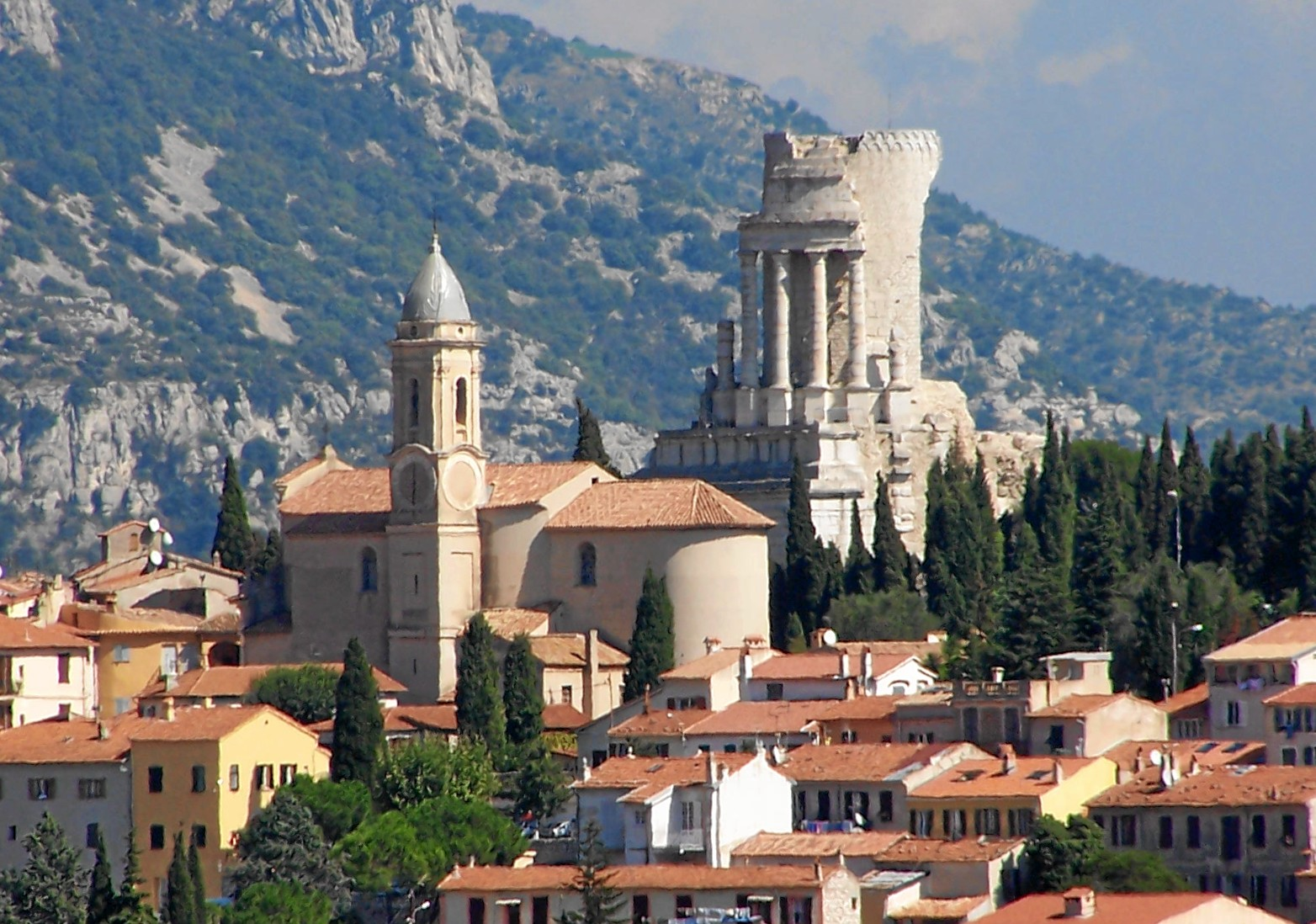
Vista di La Turbie con il Trofeo di Augusto e la sottostante chiesa di San Michele

Cassio Dione Cocceiano racconta che i territori delle Alpi Marittime erano abitati dalla popolazione dei liguri Comati, che nel 14 a.C. furono ridotti in schiavitù.
Le popolazioni della provincia delle Alpi Marittime erano divise in tre diverse gentes o tribù, Ligures, Capillati e Montani. Queste ultime raggruppavano tre serie di tribù o gentes: le popolazioni vinte da Augusto e menzionate nel Tropaeum Alpium (Sogionti, Brondionti, Nemaloni, Gallitae, Triullati, Vergunni, Eguituri, Namaturi, Oratelli, Nerusi, Velauni, Sutri); le tribù del litorale, già da tempo sottomesse: (Deciates, Oxibii, Vedianti); le tribù dell'entroterra (Avantici, Biodontici, Sentii). Naturalmente la morfologia amministrativa dell'area subì diverse modifiche durante l'alto Impero, quando una parte delle tribù del litorale (Oxibii, Deciates) fu riunita con la Gallia Narbonense e le tribù più a Nord degli Egdinii, Veamini, Vesubiani, furono donate a Cozio, per tornare più tardi alle stesse Alpi Marittime.
Dopo la sottomissione delle popolazioni ad opera di Augusto, quest'ultimo invio nel 14 d.C. un praefectus civitatum per gestire l'integrazione della zona nell'orbe romano. La concessione dello ius Latii alle popolazioni delle Alpi Marittime nel 63/64 d.C. da parte di Nerone costituì il passo decisivo per il sorgere della regolare provincia procuratoria in luogo della praefectura civitatum, sebbene risulti che i maggiori centri della provincia siano rimasti sempre nella condizione di civitates.

## Difesa ed esercito
Le informazioni che possediamo sulla guarnigione di Cemenelum si limitano quasi esclusivamente ai primi due secoli dell'era cristiana: nonostante ciò, delle tre province procuratorie alpine, le Alpi Marittime rimangono la provincia più copiosa di fonti in merito all'esercito. La cohors Ligurum et Hispaniorum, la cohors II Ligurum e la cohors Nauticorum sono le prime unità attestate, già poste in età augusteo-tiberiana sotto il comando del praefectus civitatum. La cohors Gaetulorum è presente ancora in età claudia, mantenendo la filiazione indigena nell'onomastica. La cohors I Ligurum et Hispanorum era di età flavia, l'ultima documentata.

## Geografia politica ed economica
L'organizzazione in provincia comportò in primo luogo la scelta di una città come residenza del governatore: su quale fosse la capitale nelle Alpi Marittime, il dibattito è tuttora aperto, anche se l'opinione comune considera Cemenelum (Cimiez) caput provinciae e sede del concilium per l'alto e il medio impero. La Notitia Galliarum (XVII, 1) testimonia che in epoca tardoantica questa funzione venne assunta da Eburodonum (l'attuale Embrun), forse in relazione all'alterazione dei confini provinciali. Fatto determinante per la designazione a capitale provinciale di Cemenelum, che in origine faceva parte della Gallia Cisalpina (I Liguri Vedianti non sono compresi fra i popoli vinti nel Tropaeum Alpium), era l'ubicazione sull'asse della Via Julia Augusta, lungo il litorale del Mar Ligure, posizione che assicurava il controllo dell'importante via di comunicazione fra le Gallie e l'Italia.
I maggiori centri della provincia rimasero sempre nella condizione di civitates, senza assumere mai la posizione di municipia o coloniae. Nell'amministrazione cittadina, i magistrati locali si ornarono comunque di nomi come aedilis, IIvir e decurio. Allo stesso modo, l'evidenza epigrafica attesta molti magistrati che si fregiarono dei tria nomina e dell'iscrizione ad una tribù; è quindi lecito supporre un'appropriazione indebita della cittadinanza, come nel caso della popolazione alpine orientali menzionate nella tabula Clesiana.

### Maggiori centri provinciali e resti archeologici
I maggiori centri della provincia erano:
- Cemenelum (quartiere Cimiez di Nizza), era un centro lungo la via Julia Augusta che proveniva da La Turbie. Inizialmente potrebbe aver fatto parte della provincia Narbonense, in seguito delle Alpi Marittime. La città era dotata di un anfiteatro per 5 000 spettatori, delle terme, e contava almeno 10 000 abitanti. Sembra che in città vi fosse addirittura una guarnigione di 1 000 a 1 500 uomini, pari a due o tre coorti, una delle quali era forse la Coh. Ligurum. Dopo la cristianizzazione del IV secolo, e nonostante le invasioni barbariche, il sito continuò ad esistere.

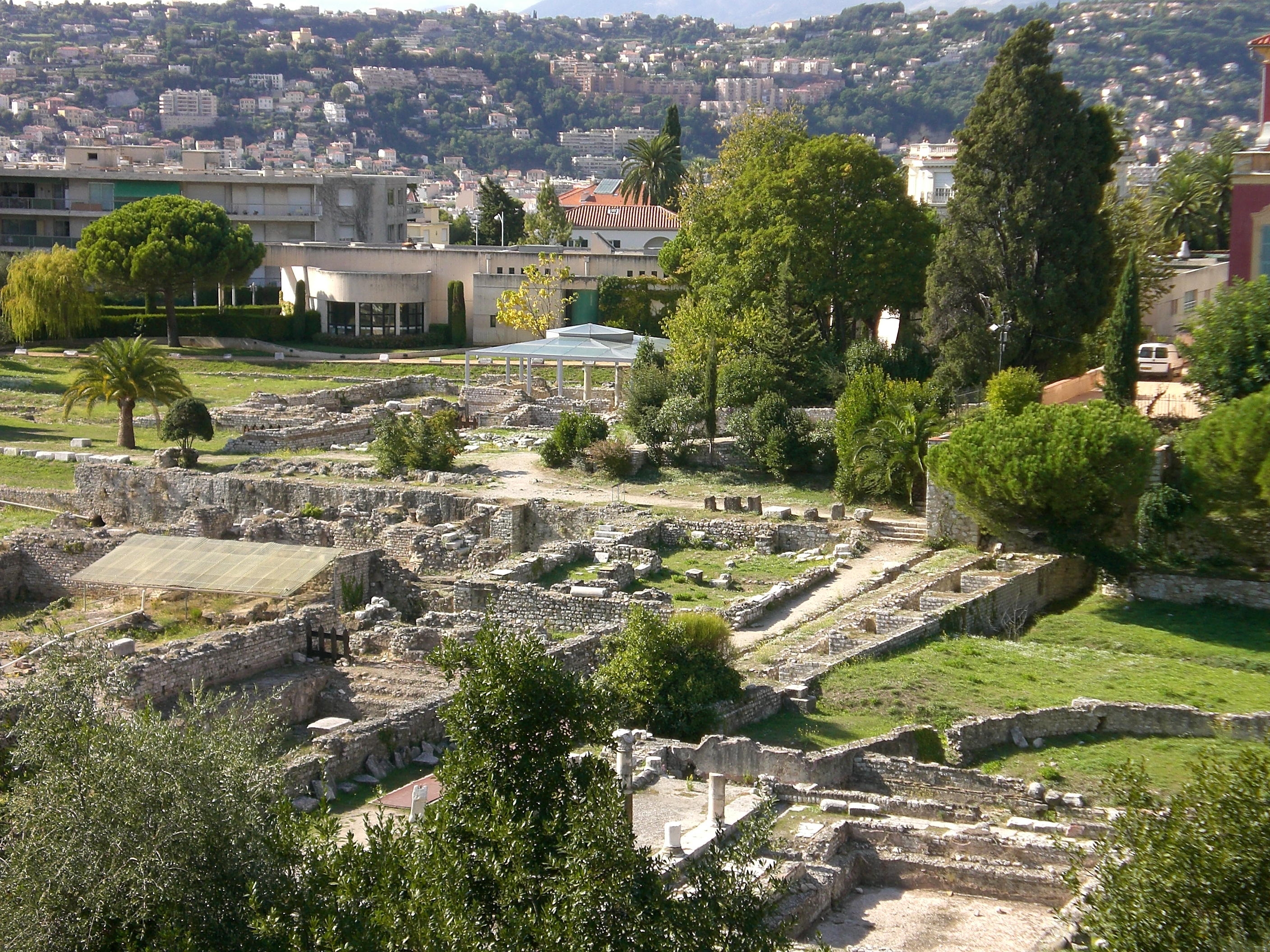
Decumanus maximus di Cemenelum.
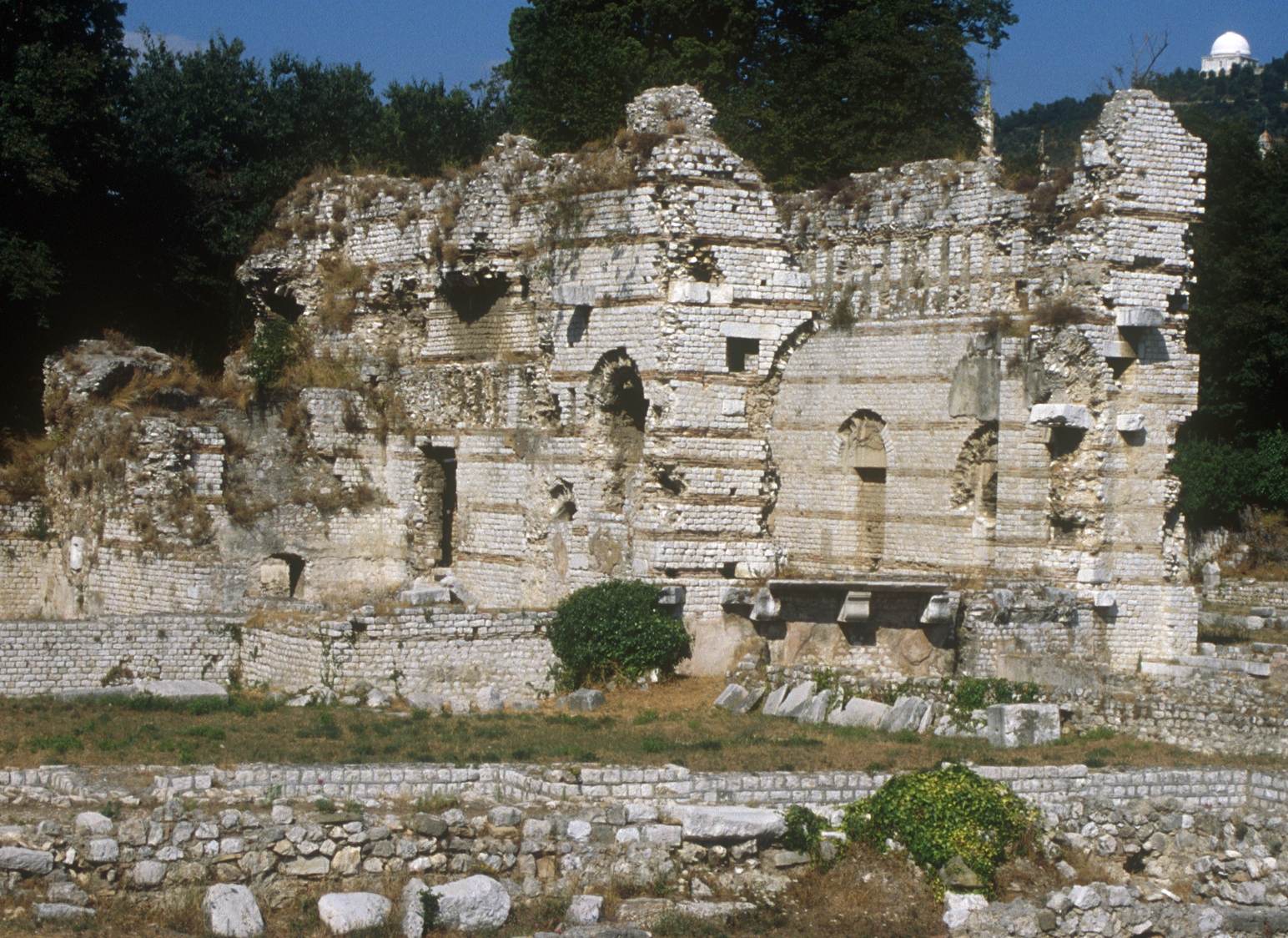
Terme romane a Cemenelum.
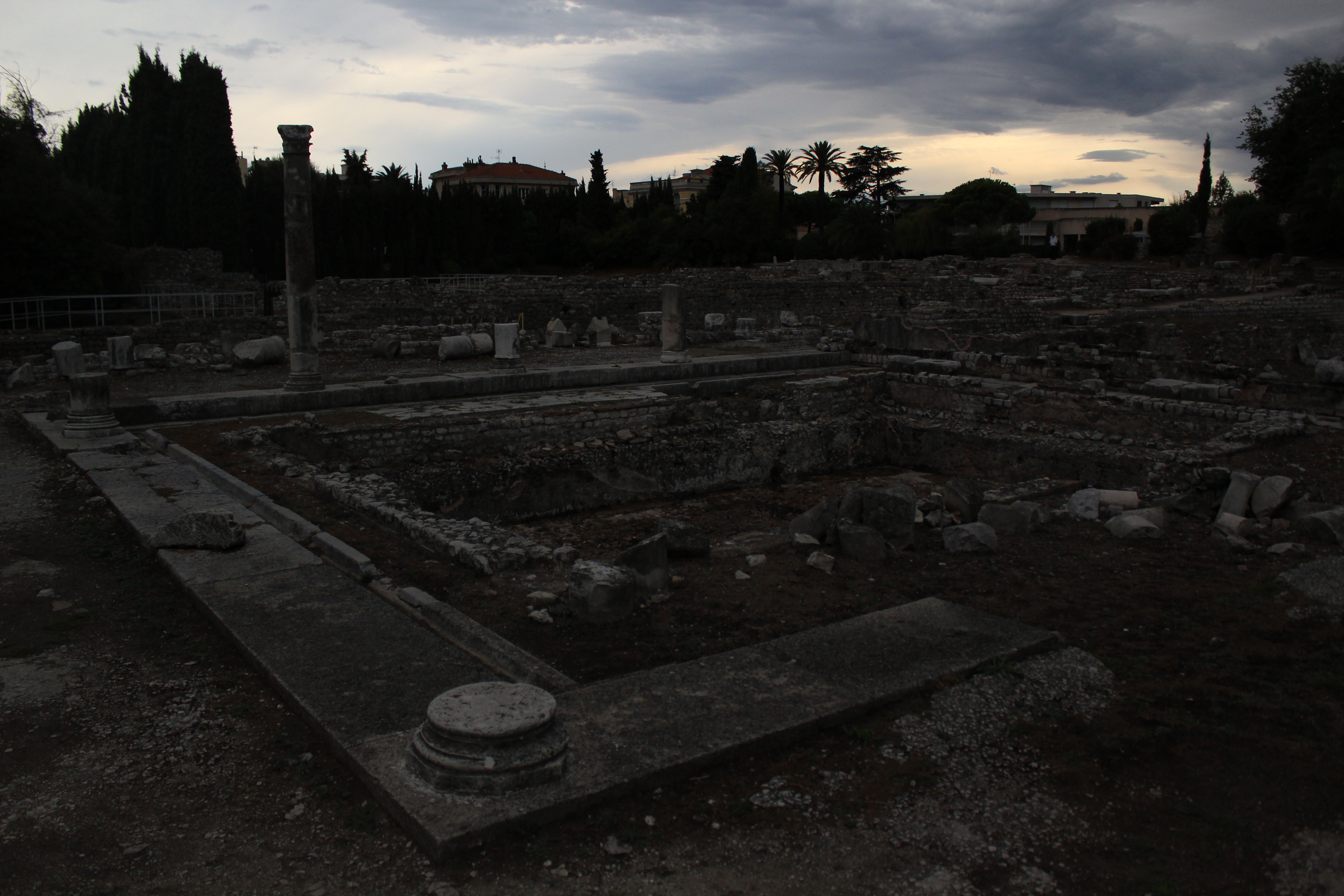
Ancora le terme romane di Cemenelum (oggi Nizza).
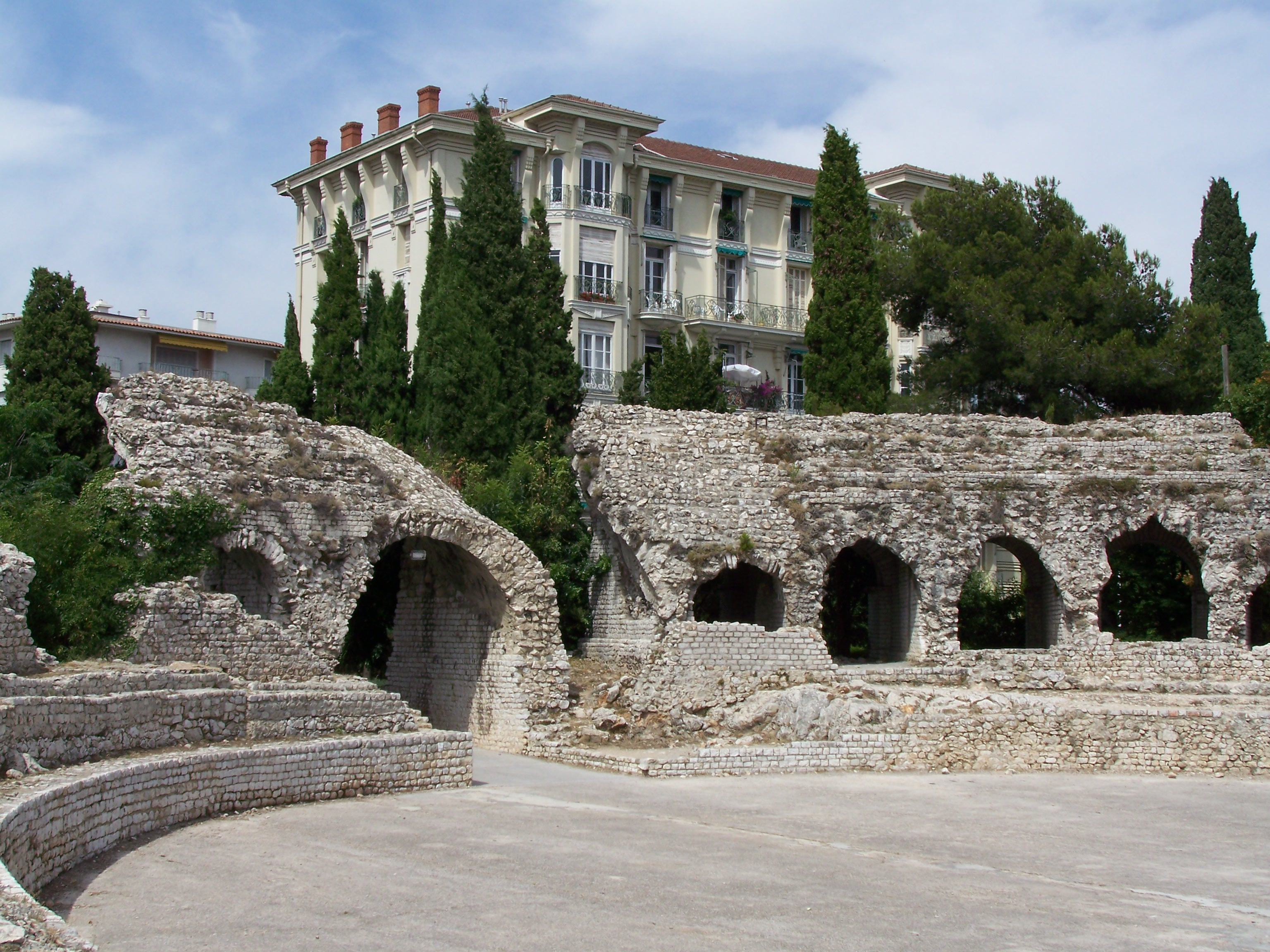
Anfiteatro di Cememnelum.

- Trofeo delle Alpi (in latino Tropaeum Alpium o Tropaeum Augusti) è un imponente monumento romano che si trova a 480 metri di altitudine nel comune di La Turbie, nel dipartimento francese delle Alpi Marittime, a breve distanza dal Principato di Monaco. Il monumento venne eretto negli anni 7-6 a.C. in onore dell'imperatore Augusto per commemorare le vittorie riportate dai suoi generali (tra cui i figliarstri Druso maggiore e Tiberio) e la definitiva sottomissione di 46 tribù alpine. Servì inoltre a demarcare la frontiera tra l'Italia romana e la Gallia Narbonese lungo la Via Julia Augusta.

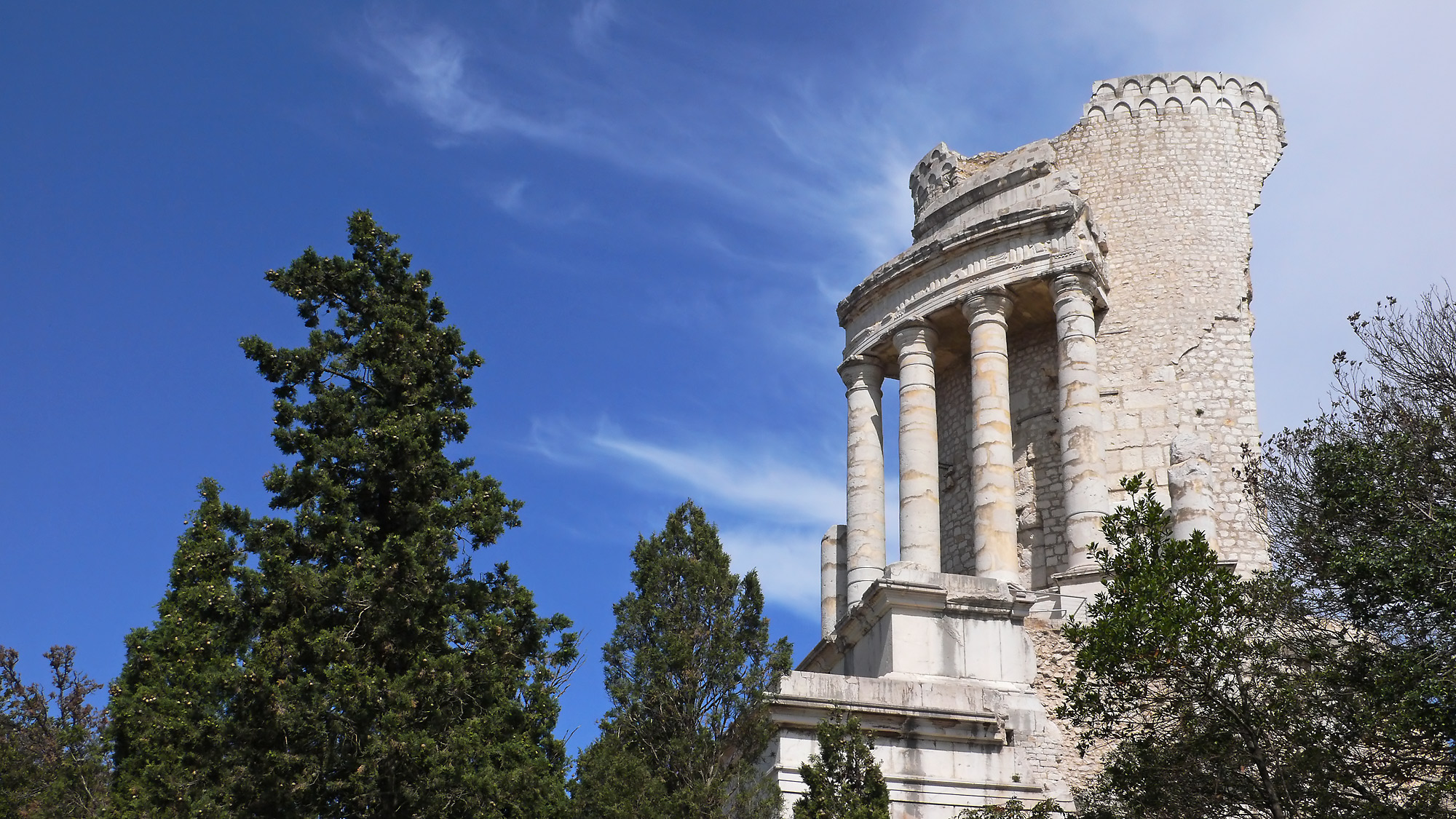
Resti del trofeo delle Alpi a La Turbie.
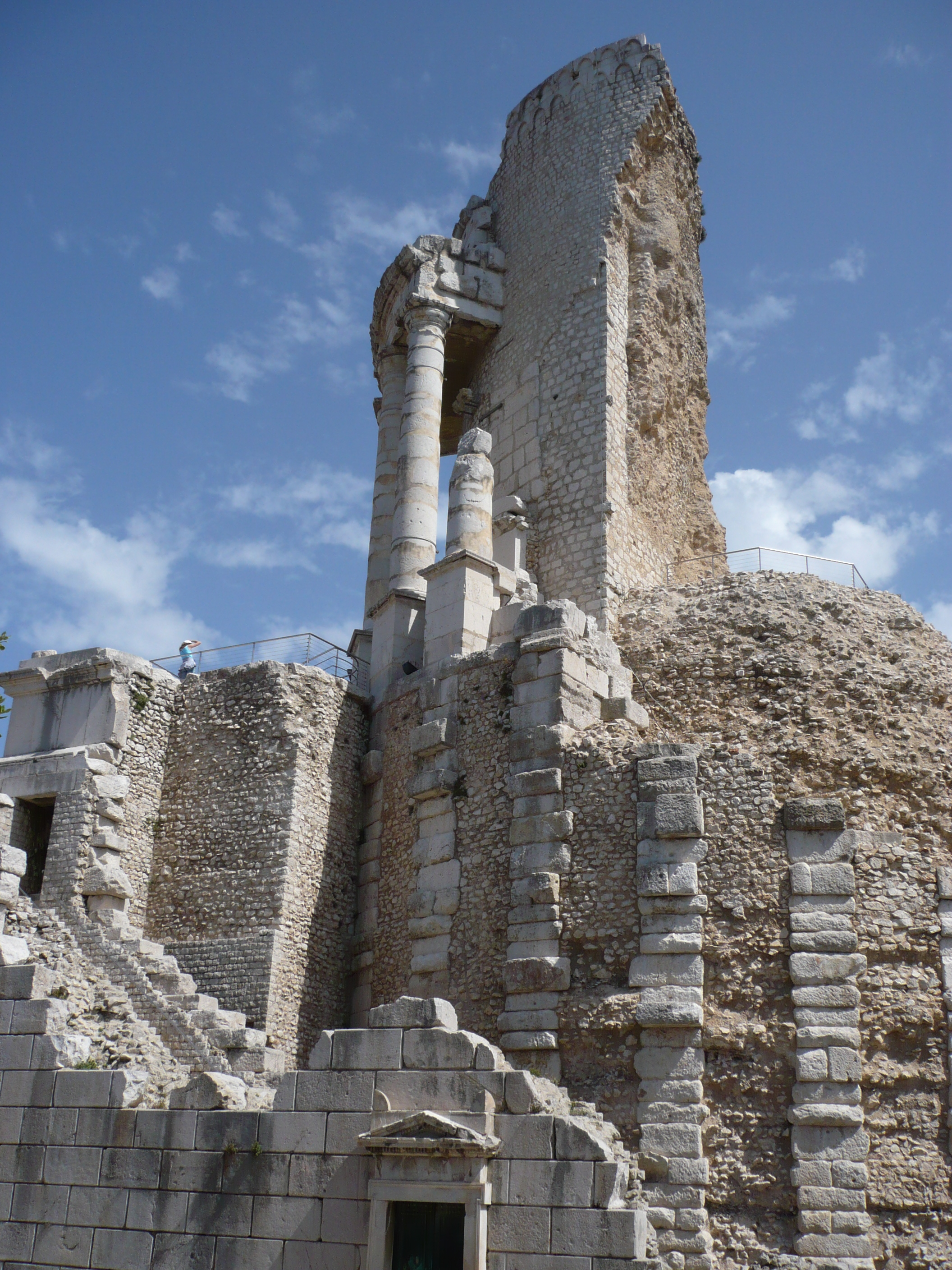
Resti del monumento (2).
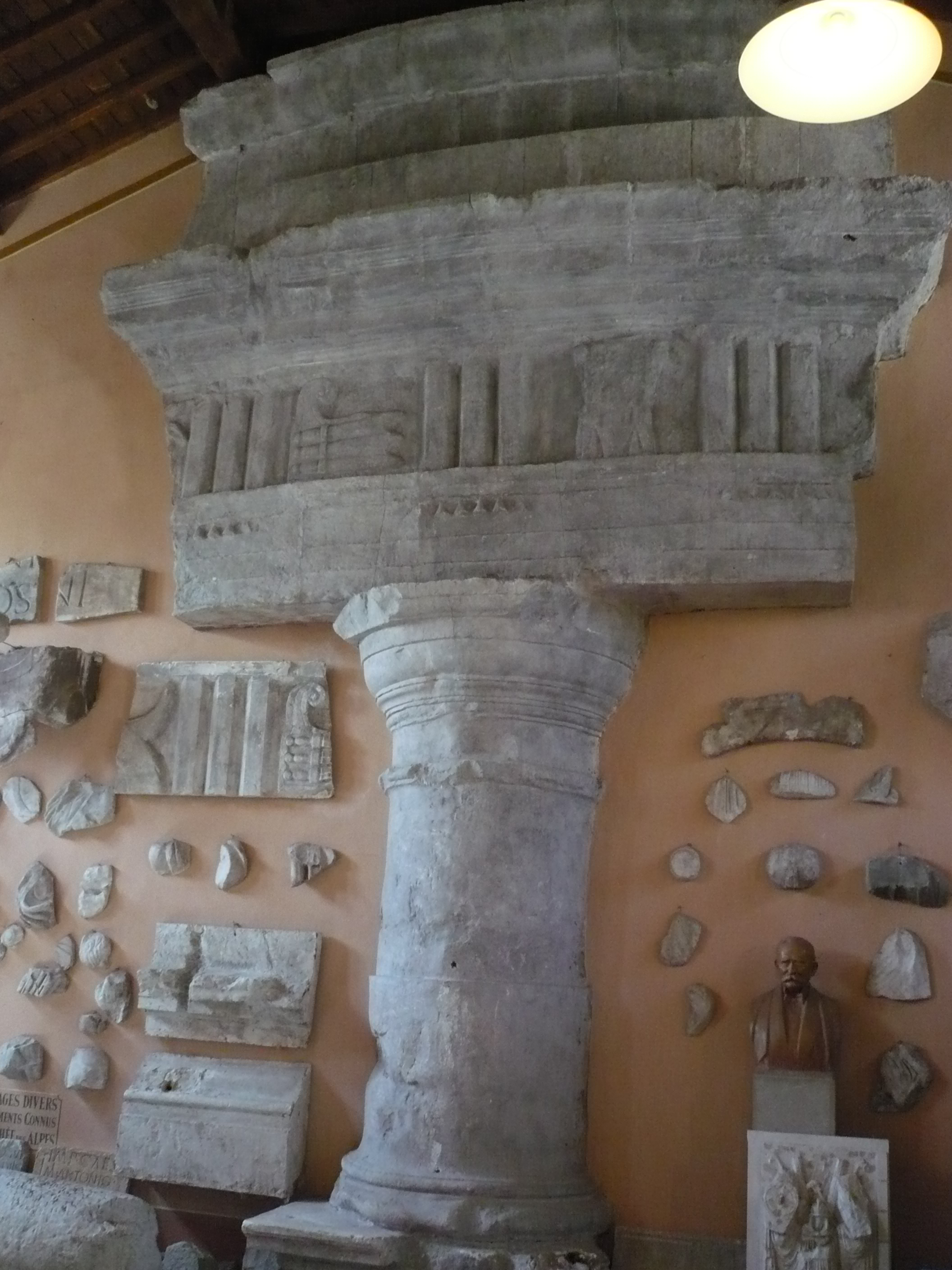
Elementi dell'architettura.
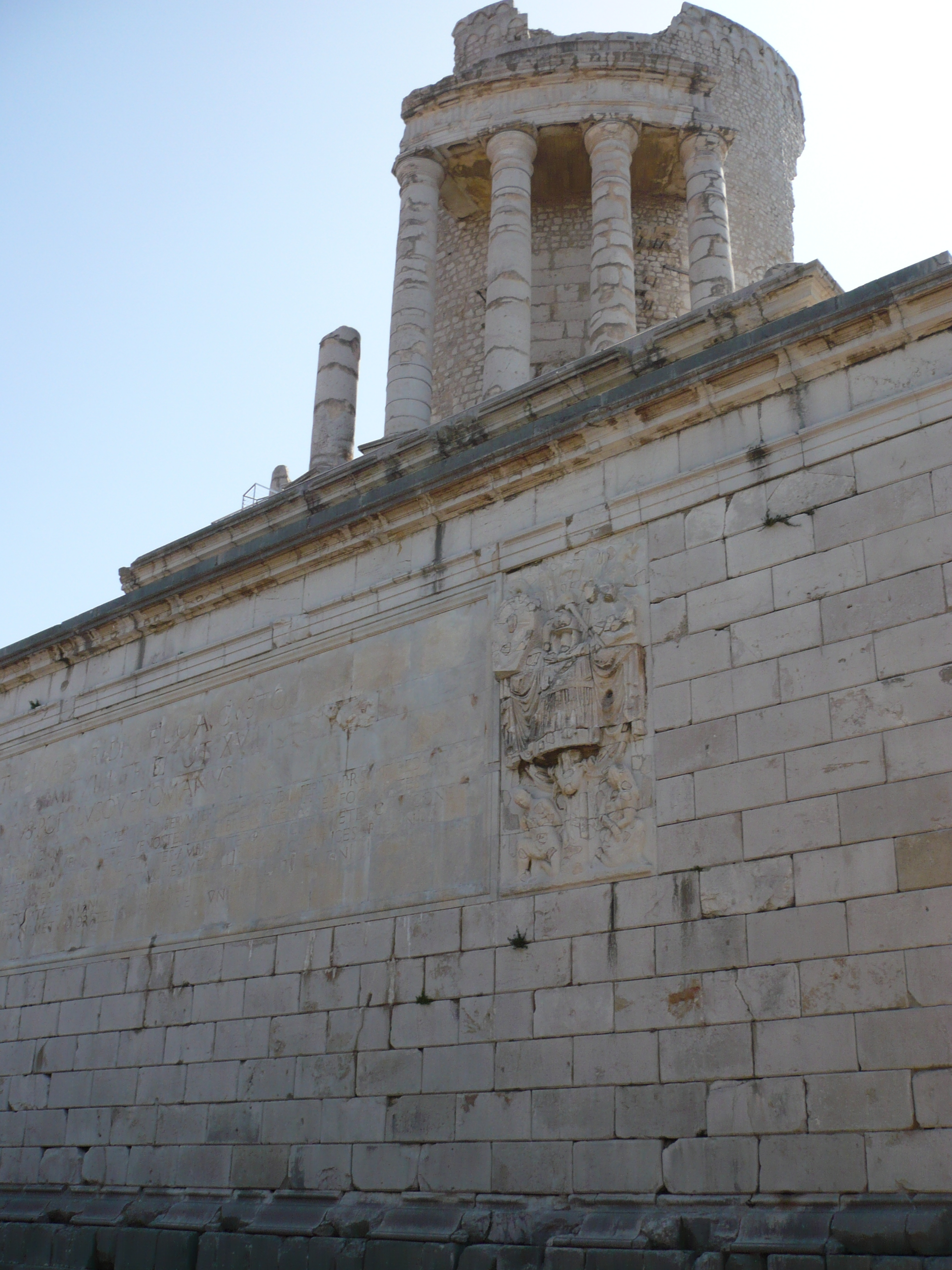
L'iscrizione in latino.
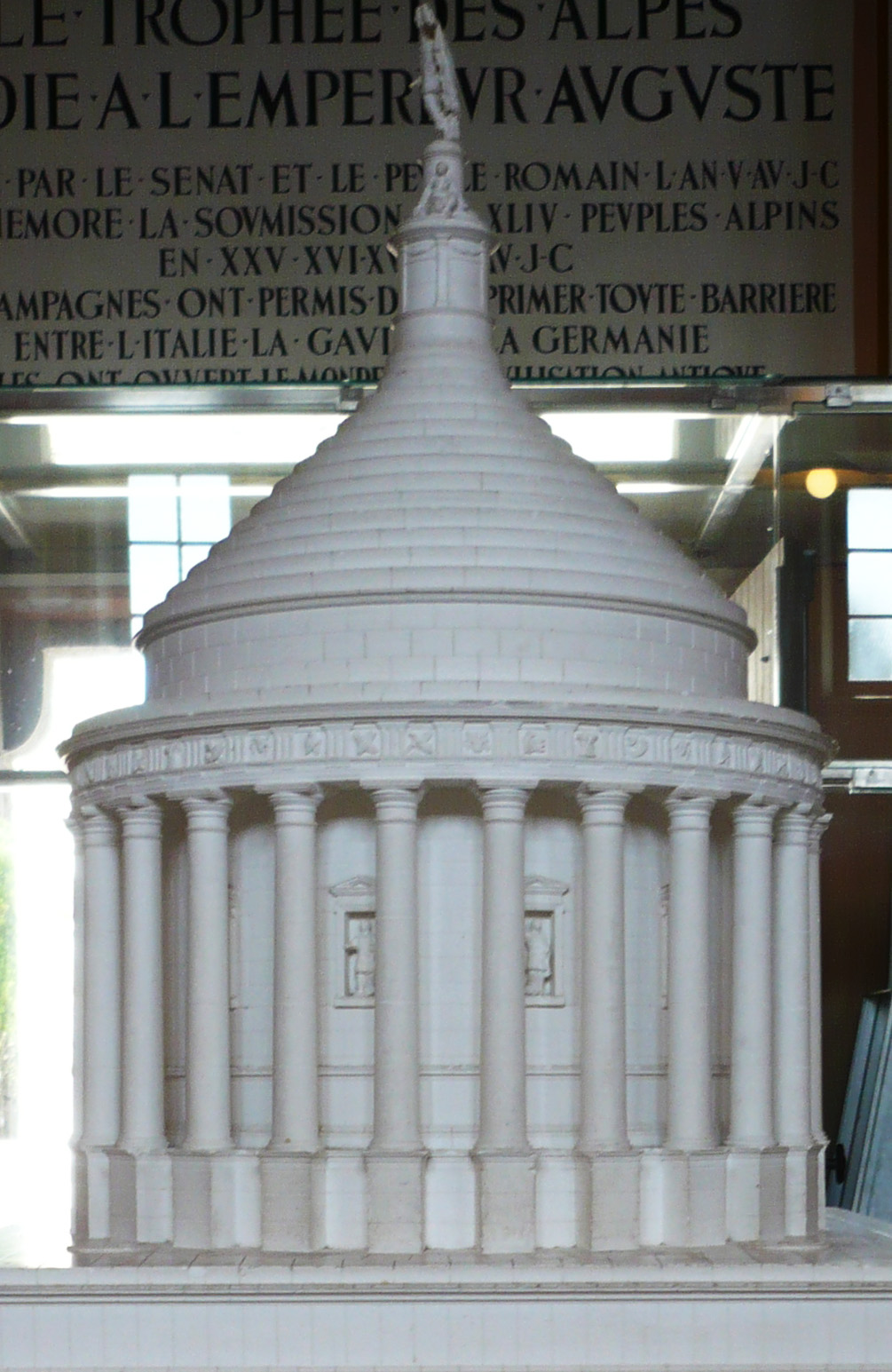
Ricostruzione in scala.

- Antipolis (Antibes)
- Portus Herculis Monoeci (Monaco)
- Salinae (Castellane)
- Sanitium (Senez)
- Vintium (Vence)

Dopo il 297 la provincia venne ampliata fino ad includere:
- Ebrodunum (Embrun)
- Brigantio (Briançon)
- Brigomagus (Briançonnet)
- Civitas Rigomagensium / Rigomagus (Chorges)

### Principali vie di comunicazione
Le principali vie di comunicazioni provinciali erano:
- la via Julia Augusta, costruita a partire dal 13 a.C., per collegare l'Italia lungo la costa, passando attraverso Cemenelum, Forum Iulii, Aquae Sextiae fino ad Arelate.